# Detective Conan - L'asso di picche
Detective Conan - L'asso di picche (名探偵コナン 14番目の標的（ターゲット）?, Meitantei Konan - Jūyon-banme no tāgetto, lett. "Detective Conan - Il quattordicesimo bersaglio"), conosciuto anche con il titolo internazionale Detective Conan: The Fourteenth Target, è un film d'animazione del 1998 diretto da Kenji Kodama.
Si tratta del secondo film dedicato alla serie anime Detective Conan, uscito in Giappone il 18 aprile 1998.
È una combinazione di due romanzi gialli di Agatha Christie: La serie infernale e Dieci piccoli indiani.

## Trama
Ran sogna che la madre Eri viene ferita da un colpo di pistola. Al suo risveglio, contatta la donna per raccontarle l'accaduto. Le due si accordano per andare a cena con Kogoro e Conan. Nel corso della serata, i quattro incontrano una serie di personaggi famosi, ma come al solito Kogoro rovina tutto posando gli occhi su una sua conoscente.
Una settimana dopo, mentre sta facendo jogging nel parco con sua moglie, l'ispettore Megure viene ferito gravemente da una freccia. In mezzo al cespuglio da dove è partito il colpo viene rinvenuto un pugnale. Lo stesso giorno, Eri riceve nel suo studio una scatola di cioccolatini Godiva e pensa che sia stato Kogoro a inviarli. La cioccolata però è stata cosparsa di veleno, e la donna viene ricoverata in ospedale. La polizia trova nella confezione dei cioccolatini un fiore di cartapesta.
Poco tempo dopo un uomo in motocicletta scaglia una freccia e colpisce nel fondoschiena Agasa, dopo averlo attirato fuori casa con una scusa. Conan, che si trova insieme al dottore, contatta i Detective Boys per riuscire a localizzare un misterioso criminale. Non ha fortuna, ma, rientrando sul luogo dell'incidente, trova uno strano oggetto a forma di 8, e capisce la logica utilizzata dal delinquente per scegliere le sue vittime: gli oggetti lasciati sulla scena del crimine richiamano alcuni elementi presenti nel gioco del poker, e le sillabe che compongono i nomi delle vittime si ricollegano ai numeri delle carte. Inoltre, tutte le persone aggredite appartengono alla cerchia dei conoscenti di Kogoro.
L'ispettore Megure crede che il colpevole delle aggressioni sia Jo Murakami, un omicida che, arrestato da Kogoro quando questo prestava servizio nella polizia dieci anni prima, è uscito di prigione da poche settimane: oltre che un giocatore di poker e un frequentatore abituale di casinò, il sospettato è l'unico ad avere un movente. Dalle parole del detective Shiratori, Ran scopre che il sogno che la perseguita recentemente è legato a un suo trauma infantile: Murakami, portato in commissariato dopo l'arresto, prese in ostaggio Eri, e Kogoro ferì la moglie con un colpo di pistola. Avendo messo in pericolo la vita di un ostaggio, Kogoro fu costretto a dimettersi dalla polizia. Pensando che la ragione per cui sua madre se ne sia andata di casa sia l'azione del marito, Ran inizia a non volersi fidare di suo padre.
Ripensando ai fatti accaduti il giorno prima, Conan intuisce che un golfista, amico di Kogoro, possa essere la persona legata alla carta del 10 di picche. Insieme all'ispettore Megure e a Kogoro, scorta l'uomo durante un volo in elicottero, ma, prima dell'atterraggio, il pilota scopre che il collirio utilizzato è stato alterato. Con un atterraggio di fortuna nel cortile della scuola elementare di Conan, i quattro riescono a salvarsi prima che il veicolo esploda. Sull'elicottero viene trovata la carta del 10 di picche.
Ormai certo della colpevolezza di Murakami, l'ispettore Megure chiede a Kogoro di pensare a quali amici possano essere legati alle altre carte. Non conoscendo persone collegate al numero nove, Kogoro si reca da un amico sommelier, il quale ha un nome legato al numero otto. Parlando, l'ispettore e il detective scoprono che l'uomo deve recarsi in giornata da Katsuyoshi Asai, proprietario di una struttura ricreativa sul mare, l'Acqua Crystal, che nel nome contiene il kanji del numero nove. Conan, Ran, Kogoro, l'ispettore Megure e il detective Shiratori decidono di accompagnare il sommelier. Il proprietario del parco ha invitato altre quattro persone, che casualmente hanno nomi legati ai numeri 7, 6, 4 e 2. Il numero 1 è Shinichi, ma non può venire.
Mentre aspettano l'arrivo di Asai, Sawaki trova un messaggio sul pavimento del ristorante: il proprietario afferma che tarderà un po' e invita il sommelier a servire uno dei vini della cantina agli ospiti. Quando il gruppo si reca in cantina, scatta una trappola, e il sommelier evita per un pelo di essere colpito da una freccia. I presenti si meravigliano del fatto che l'assassino stia puntando al numero otto e non al numero nove, ma tornando nella hall presto notano che, nell'enorme acquario che fa da parete al ristorante, galleggia il cadavere del proprietario del locale.
Certi che Murakami sia dentro la struttura, il gruppo si divide mentre Conan, Ran e Nana restano nel ristorante. Ma anche la modella legata alla carta del 7 di picche viene uccisa: la luce salta, ma la donna, che ha uno smalto fluorescente sulle unghie, viene individuata e uccisa con un colpo di pugnale alla schiena. Conan è convinto che l'assassino si trovi tra i presenti perché ha notato che l'assassino ha usato la mano destra e non la sinistra, dal momento che Murakami è mancino. Utilizzando un trucco per capire chi sia conferma i suoi sospetti, ma la luce salta nuovamente e, quando l'ispettore preme l'interruttore di emergenza, una bomba esplode all'interno dell'acquario e riempie il locale d'acqua. Ran resta intrappolata sul fondo della stanza, ma viene salvata da Conan. Il gruppo riesce a liberarsi nuotando attraverso la falla creata dall'esplosione. All'aria aperta, Conan svela l'identità del colpevole, utilizzando la voce di Kogoro: l'assassino non è Murakami, e le prime aggressioni sono servite unicamente per mascherare il vero obiettivo. Il colpevole è Kohei Sawaki, il sommelier, il quale, a causa di un incidente provocato dalla modella, ha perso il senso del gusto e, perciò, non poteva più svolgere il suo lavoro. Devastato da ciò, ha dovuto rinunciare al suo sogno di aprire una sua attività, ma prima si è voluto vendicare delle persone che lo avevano ferito e danneggiato: Nana per aver provocato il suo incidente, Asai per la sua mancanza di attenzione della gestione del vino, Nishina per aver scritto libri su un argomento che non conosceva spacciandosi per un "grande Gourmet" e Tsuji per aver più volte ferito il suo orgoglio di sommelier. Messo alle strette, l'assassino prende come ostaggio Ran e aziona delle altre bombe, che provocano un'esplosioni che danneggiano la struttura su cui si trovano tutte le persone.
Conan riesce a impossessarsi di una pistola e spara, ferendo di striscio Ran. Il criminale abbandona la ragazza e cerca di scappare, ma la polizia lo arresta. Ran scopre così che il padre, in passato, non aveva sparato per eccesso di fiducia nella sua mira, ma ferito apposta la moglie di striscio per assicurarsi che Murakami la lasciasse andare, dato che "per un criminale in fuga, un ostaggio ferito è solo d'intralcio".
Ormai senza più via di scampo, Sawaki rischia di precipitare e morire, ma l'ispettore Megure, Shiratori e lo stesso Kogoro lo salvano. Sawaki lo esorta a lasciarlo cadere, ma Kogoro dissente perché per lui la morte sarebbe troppo facile e invece deve pagare per le sue azioni andando in carcere.
Eri rivela a Ran di aver sempre saputo perché Kogoro sparò e spiega che la ragione della loro separazione è stata un'altra: per ringraziarlo di averla salvata, aveva cucinato una cenetta speciale, ma lui disse di trovare tutto schifoso e per questo Eri se ne andò. Ran non lo dice, ma anche lei conferma che sua madre è una pessima cuoca.

## Colonna sonora
Il musicista Katsuo Ōno ha realizzato trentasei nuove tracce sonore, utilizzate in seguito anche nel corso della serie televisiva. La sigla finale è Shōjo no koro ni modotta mitai ni (少女の頃に戻ったみたいに? "Come se fossi tornata indietro a quando ero una ragazzina"), di ZARD.

## Distribuzione

### Edizione italiana
La versione doppiata in italiano del film è stata trasmessa in televisione e pubblicata in DVD, ma non è mai uscita nei cinema. Nonostante l'unico doppiaggio, che non è censurato ed è stato eseguito dalla Merak Film e diretto da Loredana Nicosia e Graziano Galoforo su dialoghi di Chiara Serafin e Elisabetta Cesone, esistono tre versioni doppiate per quanto riguarda il montaggio video.
La prima versione è stata trasmessa su Italia Teen Television (Sky) il 27 dicembre 2005 e poi replicata anche su Hiro (Mediaset Premium) e per la prima volta in chiaro su Boing il 4 agosto 2013. In questa versione, priva di censure video, sono state mantenute la sigla finale originale e l'introduzione che riassume l'inizio della storia del manga, presente in ogni film seppur con qualche differenza. La sigla finale però non ha le immagini originali, ma un fermo immagine dell'ultima scena prima di essa. Su Boing la sigla è stata interrotta e non è stato trasmesso l'epilogo dopo di essa.
Esiste poi una versione divisa in cinque parti da venti minuti circa, trasmessa su Italia 2 dal 2 al 6 luglio 2012 (prima visione in chiaro del film). In questa versione non è stata mantenuta la sigla originale, ma è stata invece utilizzata come sigla sia iniziale che finale di ogni parte la prima sigla italiana, Detective Conan di Giorgio Vanni, nella prima versione video usata per la serie televisiva. L'introduzione non è presente e l'epilogo, che nell'originale è dopo la sigla di chiusura, è stato spostato prima di essa. In questa versione sono presenti alcune censure video che riguardano l'eliminazione di alcune scene violente o in cui sono presenti cadaveri: viene utilizzata la tecnica del fermo immagine e vengono talvolta tagliate alcune brevi scene. Questa versione è poi andata in onda su Italia 1 dal 15 al 16 agosto 2018 in orario notturno.
La terza versione è una seconda versione intera, trasmessa su Italia 2 il 17 ottobre 2012. Quest'ultima ha sempre la prima sigla italiana, sia in apertura che in chiusura, con immagini prese dalla prima versione video usata per la serie televisiva e dall'introduzione di questo film. L'introduzione stessa è stata tagliata anche in questa versione e l'epilogo è stato spostato prima della sigla finale. Presenta le stesse censure della versione divisa in cinque parti.
Quando tutte e tre le versioni doppiate erano già andate in onda in TV, il film è stato proiettato con l'audio giapponese e i sottotitoli in italiano al San Marino Animæ Festival di Città di San Marino ogni giorno dal 7 al 9 dicembre 2012, con il titolo internazionale Detective Conan: The Fourteenth Target.

### Edizioni home video

#### Giappone
In Giappone il film è stato pubblicato da Shogakukan in VHS il 14 aprile 1999 e in DVD il 28 marzo 2001. Dopodiché, il film è stato pubblicato da Being con l'etichetta B-vision in una nuova edizione in DVD il 25 febbraio 2011 e in Blu-ray Disc il 24 giugno 2011.

#### Italia
L'asso di picche è disponibile in Italia con il doppiaggio in versione noleggio dal 22 aprile 2008, grazie a Exa Cinema e a Fool Frame, che avevano in programma di distribuire in DVD i primi dieci film di Detective Conan e le prime puntate della serie. Il film doveva essere pubblicato anche in versione per l'acquisto, ma poi non è uscito.

## Accoglienza

### Incassi
Il film ha incassato circa 1 miliardo e 50 milioni di yen, ovvero circa 7 milioni di euro, classificandosi al settimo posto dei film giapponesi con il maggior incasso in patria nel 1998.

## Versione a fumetti
Con i fotogrammi del film è stato prodotto un anime comic in due volumi dal titolo Gekijōban Meitantei Conan - Jūyon-banme no target (劇場版 名探偵コナン 14番目の標的（ターゲット）?, Gekijōban Meitantei Konan - Jūyon-banme no tāgetto, "Detective Conan - Il film - Il quattordicesimo bersaglio"). La "prima parte" (上?, jō) è stata pubblicata da Shogakukan il 18 settembre 1998 (ISBN 4-09-124873-X), la "seconda parte" (下?, ge) il 17 ottobre dello stesso anno (ISBN 4-09-124874-8). Un'edizione in volume unico è stata poi pubblicata sempre da Shogakukan il 18 gennaio 2006 (ISBN 4-09-120300-0).